# Zsuffa István
Zsuffa István (Budapest, 1943. november 27. – 2020. január 25.) magyar jogász, államtitkár.

## Életpályája
Gimnáziumi tanulmányait az Eötvös József Gimnáziumban végezte, jogi diplomáját 1968-ban az Eötvös Loránd Tudományegyetem Állam- és Jogtudományi Karán szerezte meg.
1967 és 1970 között a Pénzügyminisztérium Szervezési Intézetében gyakornok, majd jogi előadó, ezt követően a Tanácsakadémia Tanácsigazgatási Szervezési Intézetében tudományos kutató. 1978 és 1990 között a Miniszterelnöki Hivatal jogelődjénél, a Minisztertanács Titkárságán kormányfőtanácsadó. 1990-től egy évig az Alkotmánybíróságon főtanácsadó. 1991-től 1994-ig a Belügyminisztériumban helyettes államtitkár, majd 1994 és 1998 között közigazgatási államtitkár. 1999 és 2002 között a főként kormányzati informatikai fejlesztésekkel foglalkozó IDOM Rt.-nél tevékenykedett. 2002-2003-ban a Miniszterelnöki Hivatal közigazgatási államtitkára volt.

## Díjai, elismerései
1998-ban a Magyar Köztársasági Érdemrend középkeresztje kitüntetésben részesült.